# 埼玉県立常盤高等学校
埼玉県立常盤高等学校（さいたまけんりつ ときわこうとうがっこう）は、埼玉県さいたま市桜区にある全日制男女共学の公立高等学校。埼玉県内唯一の看護師養成高等学校。高等学校看護科（3年間）だけでなく看護専攻科（2年間、看護学校等に相当）の課程を持ち、同校の課程は5年間。
6年連続で看護師国家試験合格100%である。

## 沿革
- 1970年（昭和45年） - 埼玉県立常盤女子高等学校設立許可、浦和市常盤の埼玉大学教育学部跡地（現さいたま市役所）に常盤女子高等学校開校。
- 1972年（昭和47年） - 現在地の上大久保に移転。
- 2003年（平成15年） - 共学化、それに伴い埼玉県立常盤高等学校と校名変更する
- 2014年(平成26年) -文部科学省SPH（スーパー・プロフェッショナル・ハイスクール）に指定される。

## 学校の特徴
- 1学年の定員は80人で、埼玉県内の公立高校では最も少ない。
- 制服は男女ともにブレザーである。
- 現在のさいたま市浦和区常盤のさいたま市役所（後の埼玉大学教育学部となる埼玉県師範学校跡地。埼玉大学移転後の跡地に浦和市役所が移転）のある場所に開校したことが校名の由来。看護設備の増設などに伴い現在の上大久保へ移設された。
- 文部科学省からSPH（スーパー・プロフェッショナル・ハイスクール）に指定され、数々の活動を行っている。

## クラブ

### 運動部
- テニス部
- ソフトテニス部
- バドミントン部
- バレーボール部
- ダンシング部
- バスケットボール部

### 文化部
- 茶道部
- JRC部
- 軽音楽部
- 吹奏楽部
- ダンシング部

## 交通
- JR京浜東北線「北浦和駅西口」より西武バス：「大久保」「浦和北高校」「加茂川団地」行きに乗車「大久保団地東」バス停下車
- JR埼京線「与野本町駅」ないしは「南与野駅」より徒歩